# Pax Christi
Pax Christi és una organització catòlica internacional que té per objectiu promoure la pau, el respecte als drets humans i la justícia i reconciliació.
Segons algunes fonts, va néixer d’una assemblea de catòlics de França i Alemanya a Lorda l'any 1945 després de les matances de la Segona Guerra Mundial entre persones d'ambdós bàndols. La primera finalitat d'aquestes trobades era pregar per la pau entre els pobles. Segons la mateixa organització, però, Pax Christi es va fundar oficialment el 13 de març de 1945 a Montauban per Marthe Dortel Claudot amb el suport del bisbe de Montauban, Pierre Marie Théas.
Pax Christi esdevé una associació internacional l'any 1950. Treballa per instaurar la pau des de la visió evangèlica, promovent els valors de l'Església catòlica en la societat civil i incorporant les veus de la societat civil en l'Església catòlica.
Finalment, el Papa Pius XII, l'any 1952, l'hi donà el seu suport.
A Catalunya, mostra un gran compromís polític, denunciant les tortures que es produïen al país i treballant per la defensa i visibilització dels grups d'objectors de consciència.
La branca catalana de Pax Christi va publicar un butlletí a Barcelona de forma interrompuda, entre gener de 1974 i febrer del 1978.
Pax Christi va esdevenir un dels pioners del moviment per la pau a Catalunya, entre altres actes, l'estiu del 1976, organitzà la Marxa de la Llibertat per terres dels Països Catalans, tot i la prohibició del Ministeri de Governació.
Pax Christi International té 120 organitzacions membres a tot el món, presents als 5 continents amb més de 60.000 membres.
Actuen per conciliar les persones mitjançant la solidaritat nacional i internacional, el diàleg interreligiós, la formació i la defensa. Creades per la xarxa francesa al final de la Segona Guerra Mundial, les xarxes nacionals s'han federat en un grup internacional reconegut que té estatus consultiu amb les Nacions Unides, la Comissió de Drets Humans de l'ONU i la Subcomissió de Ginebra, la UNESCO, UNICEF i el Consell d'Europa.
Algunes persones rellevants que han col·laborat amb la branca catalana de l'organització són Arcadi Oliveres, Lluis Maria Xirinachs, Josep Dalmau i Olivé, Joan Botam, Jordi Llimona, Àngel Colom, Xavier Rocha i Rocha, Joan Misser i Vallès o Víctor Seix i Perearnau